# Zusatzweiterbildung Proktologie
Die Zusatzweiterbildung Proktologie ist eine in der Musterweiterbildungsordnung der deutschen Bundesärztekammer von 2018 (MWBO) aufgeführte Zusatz-Weiterbildung im Bereich Proktologie.

## Definition
Die Zusatz-Weiterbildung Proktologie umfasst in Ergänzung zu einer Facharztkompetenz die Vorbeugung, Erkennung, Behandlung und Rehabilitation von Erkrankungen, Verletzungen, Formveränderungen und funktionellen Störungen des Mastdarms, des Afters, des Kontinenzorgans, der Beckenbodenmuskulatur, von Analekzemen, anorektalen Geschlechtskrankheiten und analen Dermatosen.

## Mindestanforderung
Um die Zusatzbezeichnung Proktologie führen zu dürfen, müssen Ärztinnen und Ärzte
- über die Facharztanerkennung im Gebiet Allgemeinmedizin, Allgemeinchirurgie, Frauenheilkunde und Geburtshilfe, Haut- und Geschlechtskrankheiten, Innere Medizin, Innere Medizin und Gastroenterologie, Kinder- und Jugendchirurgie, Urologie oder Viszeralchirurgie verfügen

und zusätzlich
- 12 Monate Proktologie unter Befugnis an Weiterbildungsstätten absolvieren.[1]

Bei der Anmeldung zur Weiterbildungsprüfung müssen der zuständigen Ärztekammer sämtliche Nachweise über die erfüllten Mindestanforderungen vorgelegt werden. Dazu gehören auch die Logbuch-Dokumentationen über alle durch die MWBO vorgegebenen Inhalte der Weiterbildung.

## Inhalte der Weiterbildung
Bei der Weiterbildungsprüfung muss man darlegen können, dass man Kenntnisse, Erfahrungen und Fertigkeiten unter anderem in folgenden Bereichen erlangt hat:
- Proktologische Untersuchung – Digitale Austastung, Spekulumuntersuchung, Proktoskopie, Rektoskopie
- Analfissur – Konservative Behandlung
- Peri- und intraanale Geschwülste – Exzision von kleineren Geschwülsten
- Hämorrhoidalleiden – Konservative Behandlung, z. B. Verödung
- Analfisteln – Aufsuchen, Sondieren, Drainagen
- Analekzem, anale Dermatosen, anorektale Geschlechtskrankheiten – Behandlung
- Versorgung und Beratung von Stomaträgern
- Maligne Tumore – Indikationsstellung zur weiterführenden Behandlung, Nachsorge[1]

Die Inhalte der Musterweiterbildungsordnung sind allerdings nur eine Empfehlung für die rechtsverbindlichen Weiterbildungsordnungen der Landesärztekammern, die hiervon abweichende Regelungen treffen können.